# Cardan (Gironda)
Cardan é uma comuna francesa na região administrativa da Nova Aquitânia, no departamento da Gironda. Estende-se por uma área de 4,24 km². Em 2010 a comuna tinha 508 habitantes (densidade: 119,8 hab./km²).